# La Tortue rouge
Pour plus de détails, voir Fiche technique et Distribution.
La Tortue rouge (レッドタートル ある島の物語, Reddo Tātoru: Aru Shima no Monogatari) est un film d'animation franco-belgo-japonais écrit et réalisé par Michael Dudok de Wit, sorti en 2016.
Dessin animé relatant le conte d'un homme naufragé sur une île déserte où il rencontre une mystérieuse tortue rouge qui se change en femme, le film a reçu un très bon accueil de la part des critiques et a fait notamment partie de la sélection « Un certain regard » en compétition pour la Caméra d'or au Festival de Cannes 2016 ; il y a finalement reçu le prix spécial « Un certain regard ». Le film a également reçu plusieurs prix dans d'autres festivals.

## Synopsis
Un naufragé se trouve dans l'eau, seul, au milieu de l'océan démonté. Il s'échoue sur une plage à proximité d'une forêt de bambous. L'homme se nourrit et explore la région : il monte au sommet d'une éminence rocheuse et s'aperçoit qu'il se trouve sur une île déserte peuplée d'une faune et d'une flore foisonnantes. Il y a de l'eau douce à l'intérieur de l'île et des fruits comestibles. Il est très vite remarqué par de petits crabes blancs qui le suivent et l'observent chaque fois qu'il vient sur la plage. Alors qu'il explore la partie rocheuse de la côte, alors qu'il tente de descendre en bas de la falaise pour trouver un tonneau flottant, il tombe dans un trou entouré de hauts rochers infranchissables. Il parvient  à s'en échapper en passant par un siphon sous-marin qu'il franchit en apnée à grand-peine. Il récupère le tonneau, le ramène sur la plage pour le découvrir vide et inutilisable. L'homme rassemble quelques troncs de bambous tombés sur le sol de la forêt. La nuit venue, il dort sur la plage et rêve qu'il avance en planant sur un gigantesque pont de bambous qui s'étire sans fin par-dessus la mer et lui permet de quitter l'île.
Le lendemain, l'homme bâtit un radeau pour s'échapper à l'aide des arbres de la forêt. Mais alors qu'il vient de prendre la mer, de puissants coups portés depuis la mer sous son embarcation disloquent le radeau. Dépité, l'homme fait une deuxième tentative, armé cette fois d'un bambou tranchant, mais son second radeau est brisé de la même façon, sans qu'il parvienne à comprendre qui (ou ce qui) est à l'origine de ces coups destructeurs. Épuisé et démoralisé, l'homme s'écroule dans la forêt, où il dort de longues heures. À son réveil, il a des hallucinations : un quatuor classique joue sur la plage, mais disparaît à son approche. Au fil des jours, l'homme se calme et reprend des forces. Il construit alors un troisième radeau, encore plus grand et solide. Parvenu en mer, les coups retentissent à nouveau, mais, cette fois, l'homme voit une grande tortue rouge s'approcher de l'embarcation. Malgré ses efforts, il ne peut empêcher la tortue de briser le radeau. Il se retrouve à l'eau et se recroqueville de frayeur à l'approche de la tortue rouge, mais elle se contente de le contempler sans l'attaquer, puis s'en va. L'homme regagne la plage avec peine, épuisé et en colère.
Un jour, l'homme voit la tortue rouge s'avancer sur la plage. Saisissant l'occasion de se débarrasser d'elle, il s'en approche par surprise et la blesse à la tête d'un coup de bambou, puis il la retourne sur le dos, ce qui la rend vulnérable car elle est incapable de se remettre à l'endroit elle-même. Il s'éloigne alors pour la laisser mourir de soif et de chaleur sous le soleil. Mais le soir venu, l'homme est pris de remords : il va retrouver la tortue et essaie de la ranimer en lui apportant de l'eau dans un morceau de bambou creux, mais sans succès. Il s'endort alors près d'elle. Pendant la nuit, la carapace de la tortue rouge se fend avec un grand bruit, ce qui réveille l'homme. Il aperçoit alors dans la carapace, non plus le corps de la tortue, mais celui d'une femme inanimée à l'abondante chevelure rouge. Il veille sur elle plusieurs jours, l'abrite du soleil sous une claie de feuillage, la fait boire. Un jour, elle reprend connaissance et va nager devant l'île. Tous deux s'observent à distance pendant quelques jours puis se rapprochent peu à peu. Ils se rencontrent sous l'eau, puis la femme-tortue montre à l'homme comment se nourrir de mollusques. Ému, l'homme regrette de s'en être pris à elle.
Tous deux vivent dès lors ensemble sur l'île, sans chercher à construire de maison ou à cultiver la terre. L'homme largue à la mer son quatrième radeau inachevé, pour montrer qu'il renonce désormais à quitter l'île. L'homme et la femme-tortue ont bientôt un enfant, un fils qui grandit dans cette nature luxuriante. Un jour, le fils tombe par accident dans le trou au siphon. Terrifié, l'homme s'apprête à plonger à son secours quand la femme l'arrête et lui montre que son enfant est capable de rester sous l'eau bien plus longtemps qu'un humain ordinaire. L'enfant n'a plus qu'à emprunter le siphon pour se faufiler dehors sans difficulté. Le temps passe et le fils grandit. Durant ses plongées autour de l'île, il rencontre plusieurs tortues qui l'emmènent parfois nager très loin. Un jour, alors que les deux parents se trouvent sur la plage et le fils dans la forêt, la mer se retire soudainement et les mouettes s'affolent avant de s'éloigner précipitamment de la côte : un puissant tsunami approche et balaye l'île, abattant la forêt et emportant tout sur son passage. Le fils, revenu à lui le premier, cherche ses parents avec anxiété. Il retrouve sa mère blessée, mais pas son père. Il finit par plonger pour s'avancer en mer, là où le reflux a emporté une partie de la forêt de bambous. Avec l'aide des tortues, le fils retrouve son père sur le point de se noyer et parvient à le ramener à terre. La vie reprend son cours et le temps passe. Une nuit, le fils, devenu adulte, rêve que la mer s'est figée en une seule énorme vague verte dans laquelle il va nager ; de loin, il fait signe à ses parents. À son réveil, le fils fait ses adieux à ses parents et quitte l'île pour découvrir le monde, guidé par les tortues. L'homme et la femme-tortue restent vivre ensemble. Le temps passe et tous deux vieillissent. Une nuit, l'homme meurt dans son sommeil. La femme-tortue le pleure, puis quitte l'île à la nage sous sa forme humaine. Elle se ravise, revient sur l'île, s'étend aux côtés de l'homme et lui caresse la main. Sa propre main redevient une patte de tortue, puis la tortue rouge, de nouveau sous forme animale, va replonger dans l'océan.

## Fiche technique
- Titre original : La Tortue rouge

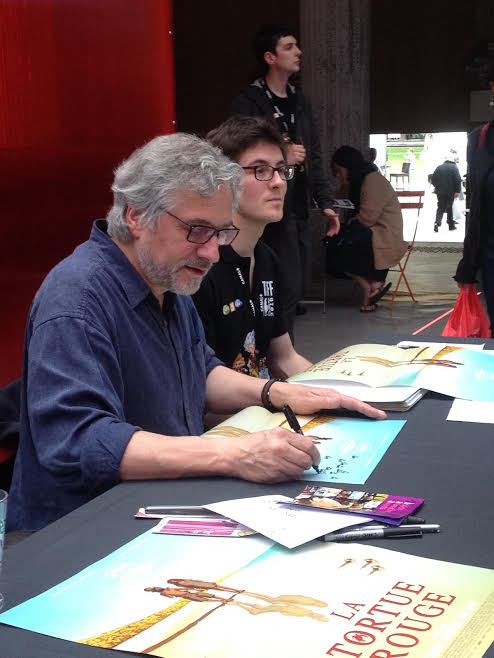
Michael Dudok de Wit à la présentation de La Tortue rouge au festival international du film d'animation d'Annecy de 2016.

- Titre japonais : レッドタートル ある島の物語 (Reddo Tātoru: Aru Shima no Monogatari?)
- Titre international anglophone : The Red Turtle
- Réalisation : Michael Dudok de Wit[1]
- Scénario : Michael Dudok de Wit et Pascale Ferran
- Musique : Laurent Perez del Mar
- Direction de l'animation : Jean-Christophe Lie
- Décors : Julien De Man
- Montage : Céline Kélépikis
- Production : Pascal Caucheteux, Vincent Maraval, Grégoire Sorlat, Toshio Suzuki et Isao Takahata.
  - Production exécutive : Prima Linea Productions, Valérie Schermann et Christophe Jankovic
- Sociétés de production : Studio Ghibli et Wild Bunch, Why Not Productions ; Arte France Cinéma, Belvision, CN4 Productions (coproductions) ; SOFICA Cinémage 9 (en association avec)
- Sociétés de distribution : Wild Bunch Distribution (France), Toho Company (Japon) ; Lumière (Belgique), A-Z Films (Québec)
- Pays de production :   France, Belgique[1],  Japon
- Langue originale : aucune (film sans paroles)
- Format : couleur — 1,85:1
- Genre : animation et fantastique
- Durée : 80 minutes
- Dates de sortie :
  - France : 18 mai 2016 (Festival de Cannes) ; 29 juin 2016 (sortie nationale)
  - Belgique : 30 juin 2016
  - Japon : 17 septembre 2016

## Production

### Naissance du projet
La Tortue rouge est le premier long-métrage d'animation du réalisateur néerlandais Michael Dudok de Wit, auparavant réalisateur de courts-métrages. En 2006, Michael Dudok de Wit est contacté par le producteur Toshio Suzuki et le réalisateur Isao Takahata, qui sont ses interlocuteurs au studio Ghibli. Isao Takahata précise dans un entretien que l'idée du projet revient à Toshio Suzuki, qui exprime l'envie de voir le réalisateur néerlandais travailler sur un long-métrage et se dit curieux d'en voir le résultat. Le studio, impressionné par le travail de Dudok de Wit, notamment son court-métrage Père et Fille, se dit prêt à coproduire un long-métrage du même réalisateur, une nouveauté pour le studio Ghibli. Takahata donne carte blanche au réalisateur pour un projet de long-métrage. Le studio Ghibli insiste pour que le film soit entièrement fait en France : il est alors co-produit par deux studios français, Why Not Productions et Wild Bunch.
En 2014, Michael Dudok De Wit présente le film (encore en cours de production) en ces termes : « Je voudrais avec ce film, parvenir à combiner trois éléments. Tout d'abord, une histoire forte. Ensuite, je souhaite que cette histoire s’inscrive dans un univers visuel empreint de beauté : beauté naturelle des paysages, du jeu des ombres et de la lumière du soleil et de la lune, de l’élégance et de la subtilité des mouvements. J’aimerais aussi que le film témoigne d’un profond respect pour la nature, y compris pour la nature humaine, et qu’il véhicule un sentiment de paix et d’admiration devant l’immensité de la vie. »

### Scénario et conception graphique
Dudok de Wit envoie peu à peu des dessins et des idées qui forment la base de La Tortue rouge. Il est principalement en contact avec le réalisateur Isao Takahata, qu'il avait déjà rencontré en deux occasions auparavant, et dit avoir été surpris par la proximité de leur façon de voir les choses en dépit de leurs cultures très différentes. Le studio Ghibli laisse une grande liberté au réalisateur. Isao Takahata formule des avis et des conseils, mais laisse sa liberté à Dudok de Wit. Celui-ci indique que Takahata lui a conseillé en particulier de donner plus d'épaisseur au personnage féminin, qui restait très mystérieux dans les premières versions du scénario, afin qu'elle ne reste pas « un fantôme ».
Pendant l'écriture du scénario, Dudok de Wit effectue des repérages sur une île déserte dans les Seychelles, où il peut notamment filmer une tortue au moment de la ponte. Il déclare avoir tenté d'éviter la « vision de carte postale » qui idéalise la vie sur les îles tropicales faites de palmiers et de ciel bleu.
Outre Dudok de Wit et Isao Takahata, le scénario est également conçu par une co-scénariste, Pascale Ferran, elle-même réalisatrice par ailleurs. Elle apporte un regard différent sur le film, puisqu'elle ne vient pas du monde de l'animation, et aide le réalisateur à surmonter les grandes difficultés que lui pose la conception du scénario. Dudok De Wit estime dans un entretien que « sans elle, le projet n'aurait pas survécu ».
Le film ne contient aucun dialogue. Les premières versions du scénario en contenaient, mais au fil de l'écriture, Michael Dudok de Wit et Pascale Ferran se rendent compte qu'ils ne sont pas indispensables et décident finalement de les supprimer.

### Storyboard
Pour la conception du storyboard, Michael Dudok de Wit loue un appartement à Tokyo près du studio Ghibli et travaille six mois, en collaboration avec Isao Takahata qui contrôle le résultat final. Dudok de Wit rentre alors en France et la production du film proprement dite commence.

### Production
L'animation est dirigée par Jean-Christophe Lie, animateur et par ailleurs réalisateur (L'Homme à la Gordini, Zarafa). Les dessins du film sont tracés au fusain et au crayon numérique, tandis que l'animation recourt parfois à des images de synthèse au rendu 2D.
Les décors sont dessinés à la main sur un papier dont le grain transparaît à l'image. Les dessins des décors ont été conçus à la main, mais en utilisant des logiciels de dessin qui offrent des possibilités de contrôle des modifications accrues (qui évitent d'avoir à gommer) et facilitent les échanges entre les concepteurs du film répartis dans plusieurs pays.
Certaines scènes nécessitent une abondante documentation de référence pour les animateurs, comme la scène de la tempête au tout début du film, pour laquelle l'équipe a utilisé des images de tsunamis et de tempêtes mais aussi de surf afin de rendre convenablement les vagues et leur mouvement.
L'équipe d'animation travaille en outre à rendre les lumières et les ombres caractéristiques du style de Michael Dudok de Wit et qu'il avait préalablement indiquées dans le storyboard. Les photographies prises lors de ses repérages sont également utilisées, en particulier pour le ciel, les nuages et l'influence de la lumière sur les couleurs.
L'animation des personnages adopte un style réaliste. À cette fin, les animateurs recourent à la technique de l'animationalytique qui consiste à observer des comédiens humains (James Thierrée en l'occurrence) en train de faire les mouvements et à s'en inspirer pour l'animation dessinée, de la même façon qu'un peintre peut travailler d'après un modèle (cette technique est différente de la rotoscopie où les mouvements des acteurs sont directement décalqués). Les animateurs utilisent les modèles pour repérer les poses fortes de chaque mouvement qui servent ensuite aux animateurs-clés.
Seuls quelques éléments ont été animés en images de synthèse, principalement la tortue et le radeau, car cela facilitait beaucoup le rendu des changements de perspective. Même pour ces éléments, les modélisations en image de synthèse ne transparaissent pas directement à l'image : elles ont servi de modèle aux animateurs, puis chaque image a été redessinée à la main. De même, les ombres portées sur les bambous des radeaux, dont elles épousent les courbes, sont animées manuellement.
La conception du film, du projet initial à la sortie en salles, dure neuf ans.

### Bande sonore et musique
Pour la bande originale de La Tortue rouge, l'équipe de production rassemble les noms de plusieurs compositeurs et leur propose un essai : ils reçoivent une scène à partir de laquelle ils doivent composer le thème du film. L'équipe du film travaille pendant deux ans avec plusieurs compositeurs. Finalement, la production choisit Laurent Perez del Mar, qui faisait partie des participants après avoir été proposé par les producteurs de Prima Linea pour qui il avait déjà travaillé et qui avait déjà composé la bande originale de plusieurs films d'animation auparavant (dont celles de Zarafa et de Loulou, l'incroyable secret). Il reçoit alors le film entier et compose cinquante minutes de musique en deux mois. Pendant son travail, Laurent Perez del Mar est principalement en relation avec Michael Dudok de Wit et avec la directrice de post-production Béatrice Mauduit. Le réalisateur suggère au compositeur un violoncelle et un rythme ternaire, sans faire beaucoup de recommandations techniques, et évoque surtout les émotions qui doivent dominer dans chaque plan.
La bande sonore comprend de nombreux sons naturels et de rares sons de voix humaines. Le compositeur de la bande originale travaille avec le monteur son Sébastien Marquilly et le mixeur sonore Fabien Devillers afin d'intégrer au mieux la musique à l'ambiance sonore. Le parti pris est de fondre les sons naturels et la musique en un ensemble cohérent et indissociable. Dans ce but, toutes les pistes sonores musicales restent séparées jusqu'à la toute fin du mixage, ce qui rend possible des réglages précis pour fondre autant que possible les différents types de sons, par exemple en accordant les sons du vent et des oiseaux avec la musique. Ce travail de fusion influence également les choix d'instrumentation et de composition de Laurent Perez del Mar : il inclut dans la bande originale des sons de bambou enregistrés et réagencés, pour ménager une cohérence avec les nombreux bambous qui poussent sur l'île et sont souvent présents à l'image.
La bande originale est également conçue pour jouer un rôle narratif et renforcer le rythme du film, sans devenir envahissante. Le thème principal du film est annoncé au début puis revient régulièrement mais sans être audible dans toutes les scènes. Et certains plans montrant de beaux paysages ne sont accompagnés que de bruitages à base de sons naturels enregistrés, sans intervention de la musique. Certaines scènes donnent lieu à discussions et à essais, comme la scène du tsunami qui ne comportait pas de musique dans sa première version, mais à laquelle Laurent Perez del Mar ajoute une musique qui renforce l'aspect romanesque de la scène sans tomber dans les clichés de la musique d'action qui ne feraient que paraphraser les images. À l'inverse, plusieurs scènes pour lesquelles la musique n'est pas d'une utilité manifeste sont laissées sans musique.

## Accueil

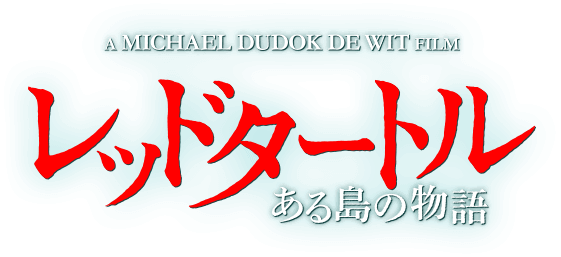
Logo du film au Japon.

### Sorties internationales
La Tortue rouge est sélectionné dans la catégorie « Un certain regard » en compétition pour la Caméra d'or au Festival de Cannes en mai 2016, avant sa sortie nationale dès le 29 juin 2016 en France.

### Accueil critique

#### En France
Le film est projeté en avant-première au festival de Cannes 2016 dans le cadre de la sélection « Un certain regard » en mai 2016. Il est remarqué par les médias. Dans une première critique parue dans l'hebdomadaire culturel Télérama au moment du festival, Cécile Mury voit dans ce film un « conte écolo, fascinant, sur l'amour et la nature, sur le cycle de la vie, [qui] nage sur les rivages du chef-d'œuvre ». Dans le quotidien Le Monde, Noémie Luciani le considère comme « une robinsonnade sans paroles d'une beauté visuelle et musicale à couper le souffle, suivant un naufragé échoué sur une île ». Pour Le Journal du dimanche, c'est « une œuvre poétique, sensible et émouvante ». Dans le journal chrétien La Croix, Jean-Claude Raspiengeas voit dans le film un « conte merveilleux, poétique et philosophique, sublimement épuré, sans dialogue, […] un pur joyau, une vibrante allégorie de la vie sur terre ». Didier Péron souligne dans le quotidien Libération « une splendeur assez curieusement dissimulée dans la sélection « Un certain regard », qui n’a vraiment pas brillé cette année ».
Lors de sa sortie en salles en France le 29 juin 2016, le film reçoit un excellent accueil dans la presse. Consulté le jour de la sortie du film, le site Allociné confère à La Tortue rouge une note moyenne de 4,4 sur une échelle de 5, sur la base de 27 critiques de presse. Parmi les meilleures critiques, la critique détaillée de Télérama évoque un « somptueux film d'animation » qui possède « la force des grands récits mythologiques ». Elle apprécie l'originalité de l'intrigue, qui s'écarte rapidement d'un simple énième récit à la Robinson Crusoë et « dix fois, cent fois, déjoue nos attentes, nos habitudes de spectateur ». Dans Libération, Marion Chapuis apprécie le fait que « malgré toute la splendeur qui entoure la sortie du premier long métrage du Néerlandais — première production étrangère du studio Ghibli (celui de Hayao Miyazaki et Isao Takahata), des prix à Cannes et Annecy —, la Tortue rouge ne succombe pas à la tentation d’en mettre plein la vue et sublime cet art de la retenue ». Elle rapproche le film de l'univers de réalisateurs comme Hayao Miyazaki mais aussi Naomi Kawase. « Attention chef-d'œuvre ! » s'exclame Caroline Vié dans 20 Minutes. « Un film parfait », selon Christophe Carrière dans L'Express. Pour Lucie Vidal, de La Voix du Nord, le réalisateur a fait le choix de raconter « une histoire universelle : celle de notre vie, de la naissance à la mort, avec ses épreuves et ses joies », quitte à « [déranger] un (jeune) public habitué à l’humour, aux rebondissements et aux bons sentiments » ; le récit « prend aux tripes et touche au cœur » grâce à « des symboles simples et clairs » magnifiés par la musique. Dans Sud Ouest, Sophie Avon apprécie une « œuvre somptueuse » où « il n'arrive jamais rien de ce qu'on attend ». Dans Ouest France, Gilles Kerdreux voit simplement dans La Tortue rouge « un beau film d'animation ».
D'autres critiques, eux aussi admiratifs devant la beauté formelle du film, ne sont pas entièrement convaincus par son scénario. Isabelle Régnier, dans Le Monde, loue la façon dont le film parvient, sans aucune parole, à se muer en « un récit palpitant, qui vous cloue à votre siège du début à la fin ». Mais elle estime que la seconde partie du film « séduit moins que la première », car la « vision édénique naturalisée du couple, puis de la cellule familiale » lui semble « lénifiante » en dépit de la beauté des images et de l'animation, et montre que le réalisateur reste moins à l'aise que dans des formats courts.

#### En Belgique
Dans La Libre Belgique, Alain Lorfèvre considère La Tortue rouge comme « un joyau d'une rare perfection formelle » mais apprécie le fait qu'il reste « accessible à tous les âges, qui l'apprécieront selon leur degré de compréhension ». Dans Soir Mag, Didier Stiers estime que le film « vaut bien tous les honneurs » et indique que l'absence de paroles ne se remarque pas tant l'ensemble paraît naturel. Sur le site Cinopsis, Eric Van Cutsem voit un « petit bijou d'animation », « un merveilleux conte qui illustre en images le courage et la ténacité humaine ». Selon lui, « cet animé a tout d'un Ghibli y compris la qualité de son scénario ». Sur le site Cinecure, Charles De Clercq donne au film la note de 88 sur 100. Sur le site Abus de ciné, Olivier Bachelard donne au film la note maximale et estime que le film « dispose à la fois d'une animation élégante, de scènes pleines de poésie (la nage sous-marine...) portées par une musique magnifique à dominante de violons, et de bruitages et effets sonores puissants […] sans oublier la petite touche d'humour ».

#### Ailleurs dans le monde
Le site agrégateur de critiques anglophone Rotten Tomatoes, consulté début janvier 2018, donne à La Tortue rouge une note moyenne de 94 sur 100, sur la base de 149 critiques parues dans la presse anglophone américaine, britannique, australienne, etc. Le site Metacritic, fonctionnant sur le même principe, donne quant à lui au film une moyenne de 86 sur 100, basée sur 32 critiques de presse.

### Box-office
La Tortue rouge sort en salles en France le 29 juin 2016. Durant sa première semaine d'exploitation en salles en France, La Tortue rouge rassemble 79 745 spectateurs. Le 1er septembre, un peu plus de deux mois après sa sortie, le film a fait un peu plus de 267 500 entrées.

## Distinctions

### Récompenses
- 2014 : Prix Spécial de la Fondation Gan pour le cinéma[28]
- Festival de Cannes 2016 : Prix spécial « Un Certain Regard[29] »
- Prix Jean Lescure des cinémas art et essai 2016, ex aequo avec Les Délices de Tokyo de Naomi Kawase (sorti au Japon en 2015)[30],[31]
- Prix « Écho du public - coup de foudre » du site Écran total[32].
- 2017 : Magritte du cinéma pour le meilleur son[33]
- 2017 : Emile Awards du Meilleur storyboard et de la Meilleure animation de personnages (prix décernés par les European Animation Awards)[34]

### Nominations
- Césars 2017 :
  - Meilleur film d'animation
- Oscars 2017 :
  - Meilleur film d'animation
- Festival de Cannes 2016 :
  - Prix Un certain regard
  - Caméra d'or

## Bande originale
La bande originale de La Tortue rouge a été composée par Laurent Perez del Mar. Elle a été éditée en CD audio chez Quartet Records en 2016. Elle est également commercialisée en ligne au format mp3 sur iTunes.